# Броненосці типу «Формідабіле»
Броненосці типу «Формідабіле» (італ. Classe Formidabile) - броненосці Королівських військово-морських сил Італії другої половини 19-го століття. 

## Історія створення
Кораблі типу «Формідабіле» спочатку боли розроблені як корвети. Вони були замовлені графом Кавуром, прем'єр-міністром та морським міністром Сардинського королівства. В процесі будівництва вони отримали залізну броню.  Після об'єднання Італії вони увійшли до складу королівських ВМС Італії.
Хоча ці дерев'яні кораблі із залізною бронею важко було віднести до справжніх броненосців, проте завдяки їм Італія стала третьою країною в Європі, яка отримала на озброєння кораблі нового типу. Також це були перші кораблі, збудовані в рамках програми будівництва броненосців і загалом розвитку італійського флоту, щоб він міг перемогти флот Австрії, якого Італія вважала своїм головним імовірним противником на Середземному морі.
Кораблі були замовлені у Франції та будувались на верфі «Forges et Chantiers de la Méditerranée» у місті Ла-Сейн-сюр-Мер.

## Конструкція
Корпуси кораблів були дерев'яними, але в процесі будівництва були обшиті залізною бронею товщиною 109 мм.
Силова установка складалась з шести парових котлів та однієї парової машини потужністю 1 080 к.в,, що обертала один гвинт, забезпечуючи швидкість у 10 вузлів.
Крім того на трьох щоглах було встановлене вітрильне оснащення класу шхуни.
Спочатку на кораблях планувалось встановити по 30 гармат. Але після перетворення їх на броненосці кількість гармат зменшилась. На кораблях встановили по чотири 203-мм гармати та по шістнадцять 164-мм нарізних гармат. У процесі служби кількість артилерії змінювалась.

## Представники
| Назва                     | Верф                                                               | Закладений         | Спущений на воду    | Вступив у стрій     | Доля                       |
| ------------------------- | ------------------------------------------------------------------ | ------------------ | ------------------- | ------------------- | -------------------------- |
| «Формідабіле» Formidabile | «Forges et Chantiers de la Méditerranée», Ла-Сейн-сюр-Мер, Франція | грудень 1860 року  | 1 жовтня 1861 року  | травень 1862 року   | Зданий на злам у 1903 році |
| «Террібіле» Terribile     | «Forges et Chantiers de la Méditerranée», Ла-Сейн-сюр-Мер, Франція | 1 червня 1860 року | 16 лютого 1861 року | 1 вересня 1861 року | Зданий на злам у 1904 році |